# Walney Island
Walney Island is een eiland aan de noordwestkust van Engeland, gelegen in het graafschap Cumbria, aan de noordwestelijke punt van Morecambe Bay. Het eiland maakt deel uit van de stad Barrow-in-Furness, waarmee het sinds 1908 verbonden is door een brug, Jubilee Bridge geheten. De belangrijkste van de vier nederzettingen op Walney Island is Vickerstown, dat door het gelijknamige staal- en wapenbedrijf Vickers werd gebouwd als accommodatie voor de werknemers van de scheepswerf in Barrow-in-Furness. Ook heden ten dage is de bouw van schepen door de scheepsafdeling van het concern BAE Systems, die haar hoofdvestiging in Barrow-in-Furness heeft, nog steeds de belangrijkste bron van werkgelegenheid voor de eilandbewoners. Walney Island, met een oppervlakte van 12,98 km², is een laag en zanderig eiland, dat daarenboven volgens de krant Northwest Evening Mail het winderigste van Groot-Brittannië zou zijn; het eiland bezit aan zijn westkust vijf windmolenparken. Er wonen ruim 10.000 mensen op Walney Island.

## Geografie en natuur
Walney Island ontstond tijdens de laatste ijstijd. Het eiland is langwerpig en strekt zich van het noordwesten naar het zuidoosten uit. Beide uiteinden zijn natuurreservaten zonder bewoning. De ondergrond van Walney Island bestaat voornamelijk uit zoutmoeras, kiezel en duinen, met brakke vijvertjes. Het eiland is een stopplaats voor diverse vogels en er komt een geraniumsoort voor (Sanguineum var. striatum, ontdekt in 1732), die enkel op Walney bestaat. Ook de beschermde rugstreeppad heeft een habitat op Walney Island en kan hier tot 25% van de gehele Britse populatie uitmaken. Het oosten van het eiland is sterker geürbaniseerd en kijkt uit over het Walney Channel, waarin tevens de bewoonde eilandjes Piel Island en Roa Island liggen. De westkant bestaat uit stranden en duinen en kijkt uit over de Ierse Zee. Aan de noord- en zuidpunt ligt een schoorwal. Het noordelijke uiteinde van het Walney Channel moet regelmatig uitgebaggerd worden om het bevaarbaar te houden, en bij laagwater kan men hier ook vanaf het vasteland naar Walney Island stappen. Het Walney Channel vloeit over in het estuarium van de Duddon. De natuurgebieden in het noorden en zuiden van Walney Island worden beheerd door de Cumbria Wildlife Trust.

## Geschiedenis
Er zijn enkele sporen van bewoning uit het neolithicum in de noordelijke duinen aangetroffen. De herkomst van de naam Walney is onbekend, al is -ey een zeer frequent Oudnoords achtervoegsel dat eiland betekent. Walney wordt onder de naam Hougenai vermeld in het Domesday Book. De monniken van de Abdij van Furness bouwden in de middeleeuwen een dijk ter hoogte van het dorp Biggar, teneinde overstromingen tegen te gaan. In de 17de eeuw werd ongeveer de helft van de eilandbevolking door de Zwarte Dood uitgeroeid.. Tot de Industriële revolutie bleef het eiland landelijk, maar in de 19de eeuw kwam hier snel verandering in met de bouw van een scheepswerf en dok op Barrow Island. Walney Island fungeert als een natuurlijke barrière voor Barrow-in-Furness en beschut het tegen stormen uit de Ierse Zee. Met de uitbreiding van Barrow als industriestad en de bouw van Vickerstown aan de overkant van het Walney Channel versmolten beide kernen en werd Walney Island verstedelijkt. De eerste inwoners namen hun intrek in Vickerstown in 1900. In de loop van de 20ste eeuw werden nog meer nederzettingen gebouwd, hoofdzakelijk in Links en North Scale. In 2001 woonden ruim 11.000 mensen op Walney; dit is circa een vijfde van de bevolking van de stad Barrow-in-Furness.
Walney Island had tevens de eerste vrouwelijke vuurtorenwachter van het Verenigd Koninkrijk: Peggy Braithwaite (1919-1996) verkreeg de onderscheiding van Member of the British Empire voor haar diensten in de vuurtoren in South Walney, die uiteindelijk in 2003 geautomatiseerd werd.

## Bevolking en bedrijvigheid

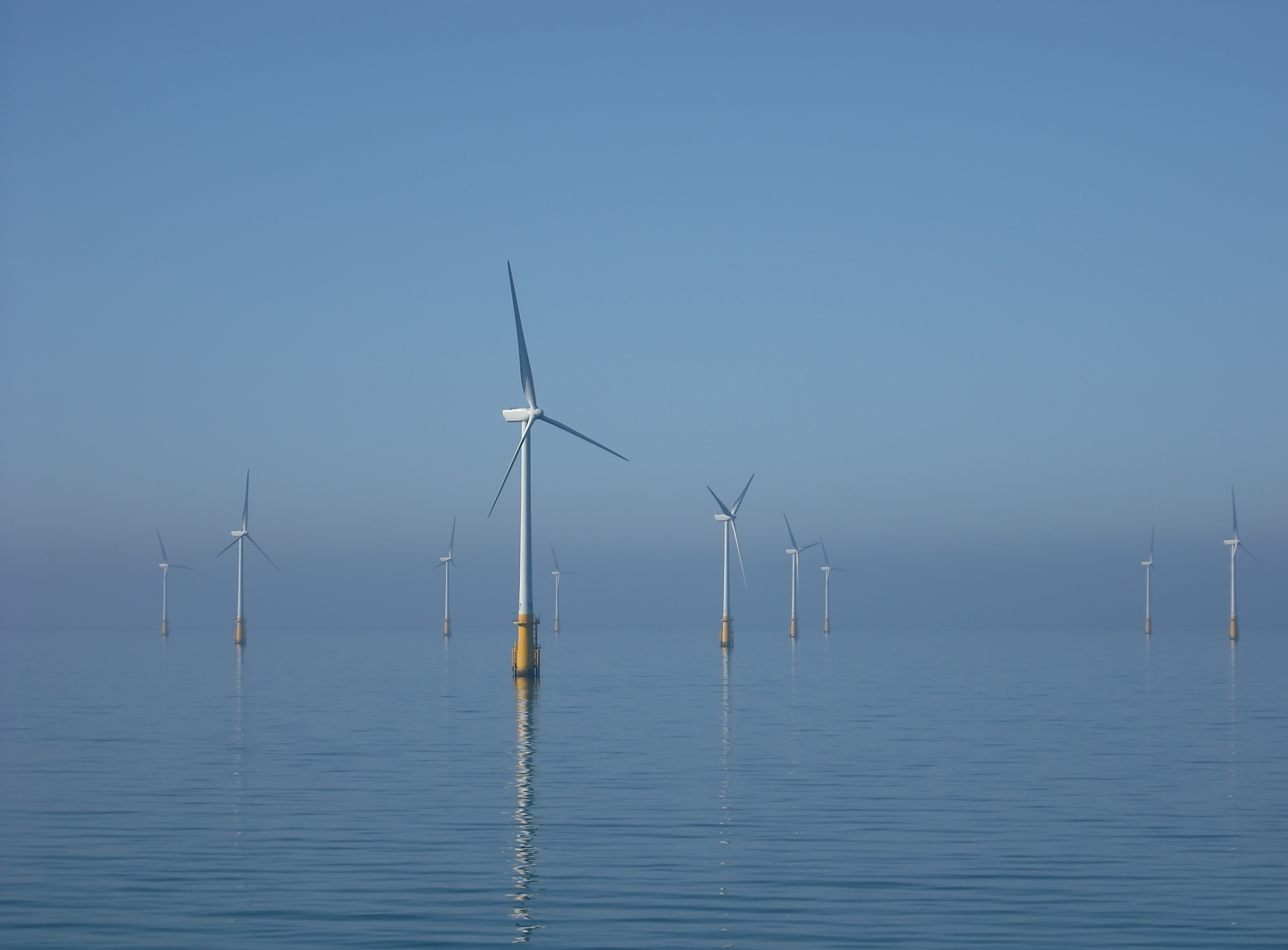
Barrow Offshore Wind Farm anno 2009

Vickerstown is een vrij recente nederzetting, aangezien ze opzettelijk werd gebouwd om huisvesting voor de werknemers van Vickers te voorzien. Er waren echter reeds oudere dorpjes op Walney, namelijk het landbouwdorpje Biggar en aan de dunbevolkte westkust de gehuchtjes Ernse Bay en Biggar Bank, die nog hoofdzakelijk uit boerderijen bestaan. North Scale is heden in wezen een residentiële uitbreiding van Vickerstown. 
Het eiland bezit sedert 1952 één middelbare school, Walney Island Comprehensive School, benevens enkele lagere scholen. Er is een lokale, kleinschalige luchthaven, die in het bezit van BAE Systems is en niet voor passagiers openstaat, al zijn er pogingen geweest om commerciële vluchten op Walney in het leven te roepen. Het vliegveld deed tijdens de Tweede Wereldoorlog voor militaire doeleinden dienst en werd in 1968 door Vickers aangekocht.
In 2004 begon de bouw van het eerste windmolenpark met een capaciteit van 90 megawatt voor de kust van Walney Island. Anno 2014 zal het vijfde voltooid worden. Toerisme speelt op Walney Island slechts een bescheiden rol. William Wordsworth vermeldde het eiland in 1810 bij zijn reizen door het Lake District, maar bezocht het niet. Er zijn twee hotels op Walney. Niet zakengebonden bezoekers komen vooral voor de rust, de natuur en de stranden; het noorden van het eiland, richting North End Haws, is naturistisch en in het zuiden bevindt zich een terrein voor caravans. Voor toegang tot winkelcentra en culturele instellingen kan men in Barrow-in-Furness terecht; hiervoor moet men de Jubilee Bridge oversteken.
Walney Island bezit een voetbalveld, een golfbaan en een cricketpitch. In recente jaren zijn ook kitesurfen en windsurfen populaire sporten op het eiland geworden..
Vickerstown schonk tevens zijn naam aan het fictieve Vicarstown uit The Railway Series van Wilbert Vere Awdry, waarop de kinderreeks Thomas de stoomlocomotief is gebaseerd.